# Adrian Józef Galbas
Adrian Józef Galbas (Bytom,  26 de enero de 1968) es un arzobispo católico polaco. Es el actual Arzobispo Coadjutor de Katowice.

## Biografía

### Primeros años y formación
Adrian Józef  nació el 26 de enero de 1968 en Bytom, Polonia. 
Es Licenciado en Teología pastoral en la Universidad Católica Juan Pablo II en Lublin (1995-1998). 
Es doctorado en Teología espiritual de la Universidad Cardenal Stefan Wyszyński de Varsovia. (2012).
Es políglota, ya que sabe hablar: alemán, italiano, inglés, español y ruso.

## Vida religiosa
En 1987 fue admitido al noviciado de la Sociedad del Apostolado Católico (Palotinos). 
Posteriormente estudió en el Seminario Teológico Superior de la Asociación del Apostolado Católico en Ołtarzew que es un pueblo de Polonia ubicado en la provincia de Mazowieckie, en el condado de Varsovia Occidental.

### Sacerdote
En la comuna de Ożarów Mazowiecki y fue ordenado presbítero el 7 de mayo de 1994, por Józef Kowalczyk, arzobispo titular de Heraclea.
Tras su ordenación sacerdotal realizó los siguientes oficios: 
- Vicario en la Parroquia de San Miguel Arcángel en Łódź (1994-1995).
- Prefecto de Disciplina en el Seminario Mayor Palotino de Ołtarzew (1998-2002).
- Consejero provincial de Poznań (2002-2005) y párroco de San Lorenzo (2003-2011).
- Provincial de Poznań para la Sociedad del Apostolado Católico. (2011-2019).

## Episcopado

### Obispo auxiliar de Ełk
El 12 de diciembre de 2019 el Papa Francisco lo nombró obispo titular de Naissus y obispo auxiliar de la diócesis de Ełk. 
Fue consagrado el 11 de enero de 2020, a manos del por entonces Obispo de Ełk, Jerzy Mazur SVD.
Sus coconsagrantes fueron el arzobispo titular de Montemarano, Salvatore Pennacchio y el Arzobispo de Warmia, Józef Górzyński.
En la Conferencia Episcopal, es presidente del Consejo para el Apostolado de los Laicos.

### Arzobispo Coadjutor de Katowice
El 4 de diciembre de 2021 el Papa Franciscó lo nombró Arzobispo Coadjutor de Katowice.

### Arzobispo de Katowice
El 31 de mayo de 2023, el Papa Francisco aceptó la renuncia de Mons. Wiktor Paweł Skworc, convirtiéndose así en el arzobispo de Katowice.